# Richella obtusata
Richella obtusata är en kirimojaväxtart som först beskrevs av Henri Ernest Baillon, och fick sitt nu gällande namn av Robert Elias Fries. Richella obtusata ingår i släktet Richella och familjen kirimojaväxter. Inga underarter finns listade i Catalogue of Life.